# Daniił Andriejew
Daniił Leonidowicz Andriejew (ros. Дании́л Леони́дович Андре́ев; ur. 2 listopada 1906 w Berlinie, zm. 30 maja 1959 w Moskwie) – rosyjski poeta, myśliciel i mistyk. 

## Życiorys
Syn pisarza Leonida Nikołajewicza Andriejewa. Jego twórczość obejmuje wiersze nawiązujące do rosyjskiej tradycji kulturowej i literackiej, a także poematy autobiograficzne, mitologiczne, historiozoficzne i eschatologiczne. Był represjonowany z powodów politycznych (1947-1957). Napisał w więzieniu: cykl alegoryczno-historycznych poematów Russkije bogi (wyd. 1989), dramat poetycki Żeleznaja mistierija (Железная мистерия) (wyd. 1990) oraz wielki traktat ezoteryczny Róża świata (ros. Роза Мира, Roza Mira) (wyd. 1991), w którym wiedza metahistoryczna łączy się z ideą zbawienia ludzkości dzięki wspólnym wysiłkom wszystkich religii świata – płatków jednej Róży. Pochowany na Cmentarzu Nowodziewiczym w Moskwie.
Dzięki talentowi poetycznemu twórczość Andriejewa należy do srebrnego wieku kultury rosyjskiej, ale jakkolwiek poważny byłby wkład Andriejewa do skarbnicy poezji rosyjskiej, główna misja jego życia związana jest z traktatem Róża świata, zawierającym unikatowe doświadczenie duchowe przeniknięcia do „innych światów”.